# Kennedy Katende
Kennedy Katende född 15 mars 1985 i Uganda, är en svensk boxare som deltog i Olympiska sommarspelen 2008 i Peking, Kina. Det var Katendes första olympiska spel. Till vardags tävlar han för Sundsvalls BK och han är bosatt i Sundsvall.
Katende åkte ur boxningen i den första omgången i OS, poäng 3-15, mot den regerande europamästaren Artur Beterbiyev från Ryssland. Katende deltog i 81-kilosklassen.
Katende bröt armen i början på året (2008) men boxades ändå och tog sig ända till OS.
2011 fick Kennedy kontrakt med klubben Mexico City Guerros, och representerade dem framgångsrikt i AIBA`s WSB (World series of boxing)
Han tog samma år silver i boxnings-SM i 81 kilos klassen inför hemmapublik i Sundsvall.
2011 representerade Katende även Sverige i boxnings-VM i Baku. Han blev tidigt utslagen av Imre Szello, som han tidigare under året besegrat i WSB.
Därmed missade Katende direkt kvalificering till OS i London 2012.
Vid olympiska sommarspelen 2016 valde han att representera Uganda. Liksom i Peking blev han utslagen i första omgången, denna gången mot Storbritanniens Joshua Buatsi.

## Olympiska sommarspelen 2008
| Tävlande        | Gren          | 32:a-delsfinal                | 16:de-delsfinal   | Kvartsfinal       | Semifinal         | Final             | Placering |
| Tävlande        | Gren          | Motstånd Resultat             | Motstånd Resultat | Motstånd Resultat | Motstånd Resultat | Motstånd Resultat | Placering |
| --------------- | ------------- | ----------------------------- | ----------------- | ----------------- | ----------------- | ----------------- | --------- |
| Kennedy Katende | Lätt tungvikt | Artur Beterbiyev (RUS) F 3-15 | Avancerade inte   | Avancerade inte   | Avancerade inte   | Avancerade inte   | =32       |